# Gilla
Gilla, echte naam Gisela Wuchinger (Linz, 27 februari 1950), is een Oostenrijkse zangeres. Ze trad eerst in de band van haar vader Niki Wuchinger op. Daarna studeerde ze in Salzburg en zong in de band Traffic die later onder de hoede van de Duitse producer Frank Farian kwam en verder ging onder de naam Seventy Five Music omdat de band van  Steve Winwood faam kreeg onder dezelfde groepsnaam, Traffic.

## Achtergrond

### Succesvolle omschakeling naar solo zangeres
Frank Farian en Gilla besloten de carrière om te zetten tot een solo project. In de jaren 1974 -1980 werden er onder Farian ruim tien singles uitgebracht waarvan een vijftal de hitlijst van de Nederlandse Top 40 wist te bereiken. Opvallend was haar rauwe stem die heel goed paste bij de sexy en zwoele songs die Frank Farian voor haar produceerde (bijvoorbeeld de Duitse versie van Voulez-vous coucher avec moi (Lady Marmalade)). Haar grootste volgende nummer was de single Tu' es!, de oorspronkelijke Duitstalige versie van Why don't you do it? (1976) waarmee de nummer twee positie in Oostenrijk werd behaald. Andere bekende nummers waren Bend me shape me (1978) en We gotta get out of this place en hadden net zoals de overige Engelstalige singles vooral succes in Nederland en België waar het succes begon in 1976 met de single Why don't you do it? In 1980 nam Gilla's echtgenoot, Helmut Rulofs die in dienst was van Farian, de productie voor zijn rekening.

### Boney M. nummers voor Gilla repertoire en visa versa
Farian transformeerde zijn Boney M. uitvoeringen van Sunny en No No Woman, No Cry  en de nummers Rasputin en Belfast naar Duitstalige nummers voor Gilla waarbij het geluid zo goed als identiek bleef. Andersom werden voor de eerste elpee van Boney M. twee nummers van Gilla gebruikt. Zo werd Lieben und frei sein Lovin' or Leavin' en  Mir ist kein Weg zu weit (oorspronkelijk Nessuno mai van Marcella Bella) Take the heat off me. In 1980 schreef Gilla onder het pseudoniem G. Winger voor Boney M. het nummer I see a boat on the river wat in Nederland en België de top 10 behaalde. In 1980 kwam het als track op Boney M.'s eerste verzamel album,  The magic of Boney M. dat de nummer één positie bereikte in het Verenigd Koninkrijk.

### Stage act
Gilla trad op met een band bestaande uit vijf mannen: twee gitaristen, een saxofonist, een drummer en een danser. Gilla zelf speelde ook op een basgitaar. 

#### Gilla & Bobby
Sommige persingen van de hit Gentlemen Callers not Allowed waren uitgebracht onder Gilla en Bobby (Bobby Farrel van Boney M.). Op het Nederlandse Toppop werd het optreden mede verzorgd door Farrell.

#### Avro special Frank Farian Family (1978)
In mei 1978 toen Farians groep Boney M. een grote hit had met Rivers of Babylon scoorde Gilla met een cover van Bend Me, Shape Me en had ook Eruption waarvoor Farian co-produceerde een nieuwe hit, Party, Party. Rede genoeg voor omroep AVRO dat destijds Toppop had om de drie acts in het zonnetje te zetten. Van het optreden in de Utrechtse discotheek Cartouche werd de presentatie gedaan door Ad Visser.
Vlak erna verscheen de elpee Super Disco Party met alle hits tot toen van Boney M., Gilla en Eruption.

### Recentste activiteiten
Na de geboorte van haar dochter Nadja werd het een tijdje stil rond Gilla. Later was ze op de achtergrond betrokken bij de groep Milli Vanilli Tegenwoordig woont ze in Braunfels in Hessen en treedt alleen nog bij gelegenheden op.

## Discografie

### Singles
- 1974: Mir ist kein Weg zu weit / Wilde Rosen
- 1975: Willst du mit mir schlafen gehn? / Atlantika
- 1975: Do You Want to Sleep With Me / My Decision
- 1975: Tu es / Worte
- 1975: Why Don't You Do It / A Baby of Love
- 1976: Ich brenne / Du bist nicht die erste Liebe
- 1976: Help Help / First Love
- 1976: Johnny / Der Strom der Zeit
- 1977: Zieh mich aus / Lieben und frei sein
- 1977: Gentlemen Callers not Allowed / Say Yes
- 1978: Bend Me, Shape Me / The River Sings
- 1978: Rasputin (Duitse versie) / Laß mich gehen
- 1979: We Gotta Get Out of This Place / Take The Best of Me
- 1980: I Like Some Cool Rock'n Roll / Take Your Time
- 1980: Go Down Mainstreet / Discothek
- 1980: Tom Cat / She Summerwind
- 1981: Cigarillo / Friday on My Mind

### Albums
- 1975: Willst du mit mir schlafen gehn?
- 1976: Zieh mich aus
- 1977: Help Help - her-uitgebracht als Bend Me, Shape Me
- 1980: I Like Some Cool Rock'n Roll

- Gemeinsame Normdatei: 135183588
- International Standard Name Identifier: 0000 0004 0659 9149
- MusicBrainz: b56bdf6f-d12a-4c80-b395-0f45f218ed7e
- Nationale Bibliotheek van Polen: a0000002646797
- Virtual International Authority File: 301266696
- WorldCat: E39PBJjtdCVbd4djcf7XvHxYyd